# تصویریابی معکوس

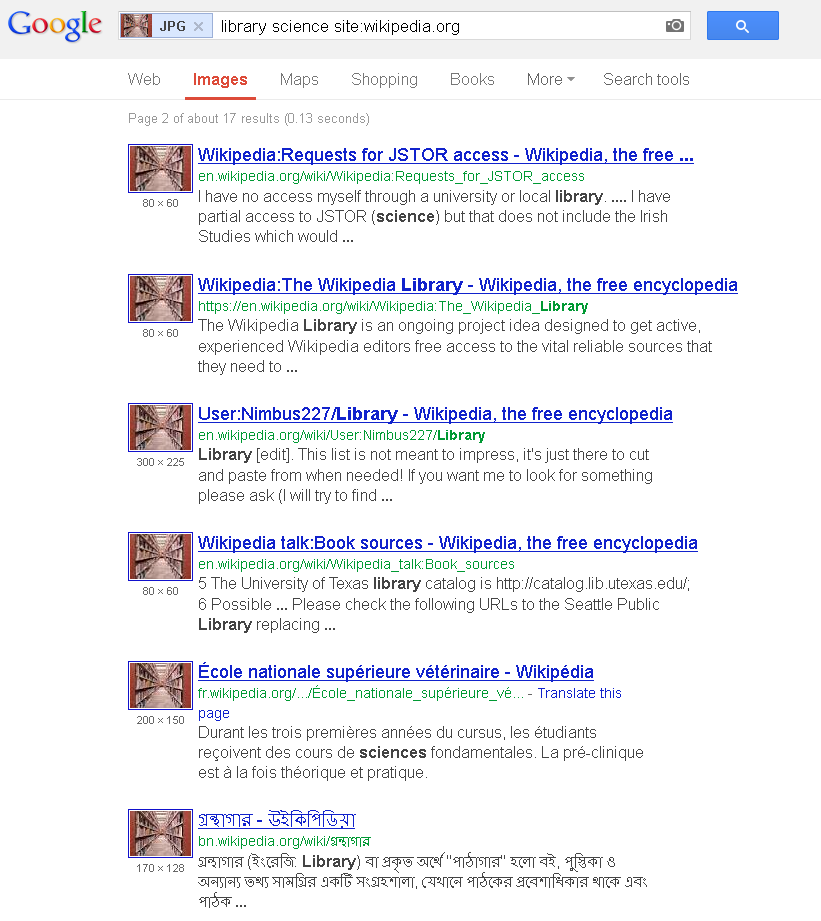
تصویریابی معکوس با استفاده از جستجوی تصاویر گوگل.

تصویریابی معکوس یا جستجوی تصویر معکوس (Reverse image search) یک تکنیک جستار بازیابی محتوامحور تصویر (CBIR) که شامل فراهم کردن یک تصویر نمونه برای سیستم CBIR است که سپس جستجویش را بر پایه آن قرار خواهد داد؛ از نظر بازیابی اطلاعات، تصویر نمونه چیزی است که یک پرسمان جستجو را تدوین می‌کند. به‌طور خاص، مشخصه جستجوی تصویر معکوس نبود عبارات جستجو است. این کار به‌طور مؤثری نیاز کاربر به حدس زدن کلمات کلیدی یا عباراتی که ممکن است نتیجه صحیحی را برگرداند یا برنگرداند، برطرف می‌کند. جستجوی معکوس تصویر همچنین اجازه می‌دهد تا کاربران محتوایی مربوط به یک تصویر نمونه خاص، محبوبیت یک تصویر، و کشف نسخه دستکاری شده و آثار مشتق شده از آن را کشف کند.

## کاربردها
جستجوی تصویر معکوس ممکن است برای این موارد استفاده شود:
- یافتن منبع تصویر
- نیافتن نسخه‌های با وضوح بالاتر
- کشف صفحات وبی که تصویر در آنها ظاهر شده‌است
- یافتن خالق محتوا
- یافتن اطلاعات مربوط به یک تصویر